# Cnipodectes
Cnipodectes là một chi chim trong họ Tyrannidae.